# Kéklábú szula

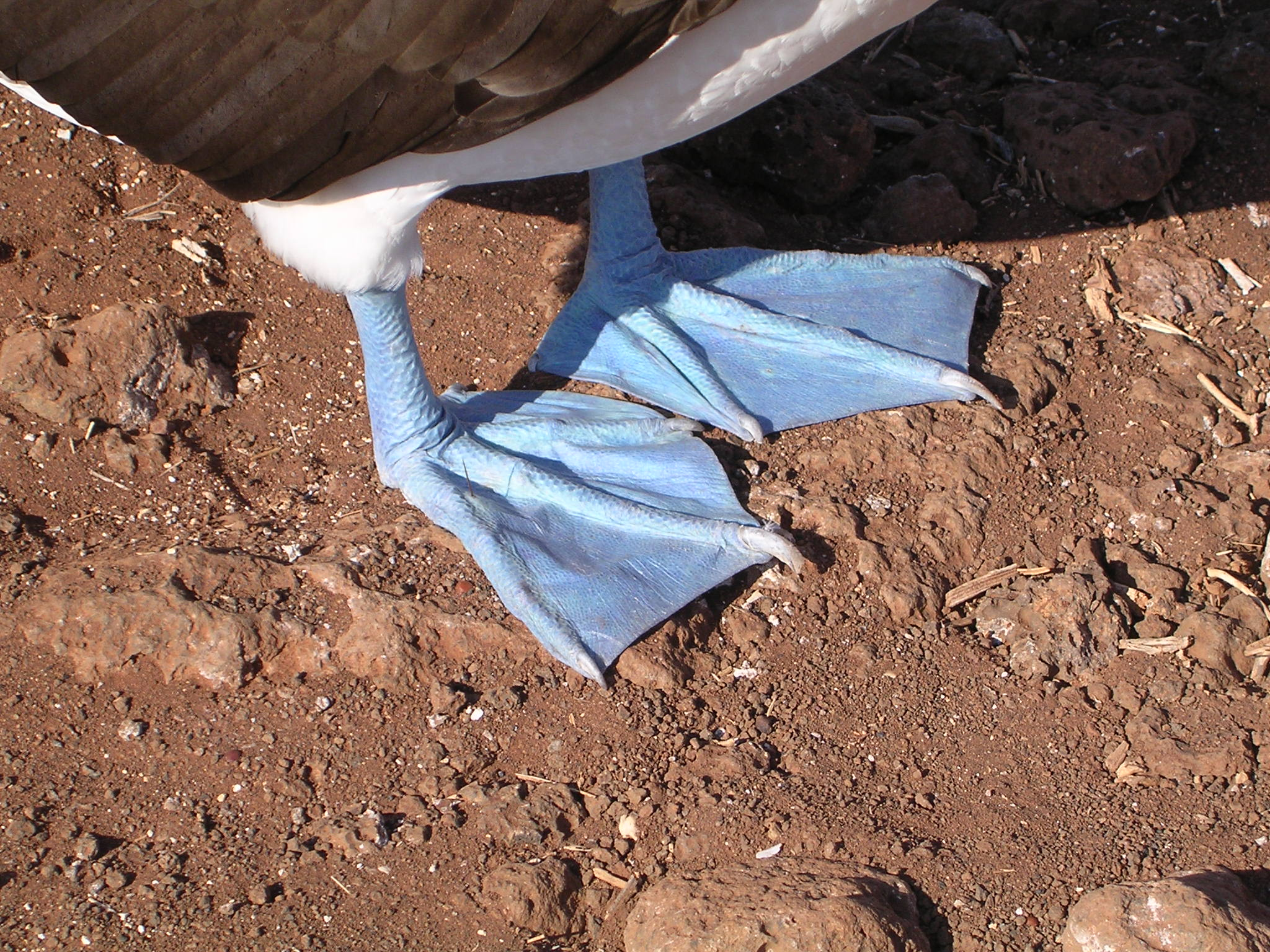
A névadója

A kéklábú szula (Sula nebouxii) a madarak (Aves) osztályának a szulaalakúak (Suliformes) rendjébe, ezen belül a szulafélék (Sulidae) családjába tartozó faj.

## Elterjedése
Az Amerikai Egyesült Államok, Mexikó és Közép-Amerika délnyugati részén, a Galápagos-szigeteken és Dél-Amerika északnyugati, tengerparti sávjában él.

## Alfajai
- Sula nebouxii excisa
- Sula nebouxii nebouxii

## Megjelenése
Testhossza 76-84 centiméter, testtömege a hím esetében 1,1-1,5 kg, míg a tojónál 1,3–2 kg.
Erős, hegyes csőre, keskeny, hosszú szárnya, hegyes farka és kék színű úszóhártyás lába van.

## Életmódja
A levegőből vágódik a vízbe, de nem merül mélyre, így a sekélyebb vizekben is tud vadászni, kisebb halakra.

## Szaporodása
A földre, sziklák közé rakja kezdetleges fészkét. Fészekalja 2-3 mészfehér tojásból áll, melyen 41 napig kotlik a tojó. A fiatal madarak 102 nap után repülnek ki.
|  |  |